# Kościół Opatrzności Bożej i Serca Jezusowego w Wilnie
Kościół Opatrzności Bożej i Serca Jezusowego w Wilnie – kościół w Wilnie, na Wilczej Łapie, neogotycki, wzniesiony w latach 1913–1917.

## Historia
Kościół Opatrzności Bożej, zbudowany z inicjatywy ks. Karola Lubiańca. W 1917 kościół był ukończony, a od 1925 opiekę nad nim przejęli księża Salezjanie, którzy nieopodal, przy ul. Dobrej Rady prowadzili od 1905 Zakład Wychowawczy dla chłopców.
W 1948 kościół został zamknięty przez władze komunistyczne i przekazany rok później w użytkowanie państwowemu teatrowi dramatycznemu jako magazyn dekoracji.
W 1961 kościół został zwrócony wiernym.
Gdy w 1964 zapadła decyzja o wyburzeniu niedokończonego kościoła Najświętszego Serca Pana Jezusa, postanowiono przenieść do kościoła Opatrzności Bożej część jego wyposażenia, w tym cudowną figurę Matki Boskiej Królowej Świata, którą ustawiono w głównym ołtarzu. W latach 1982–1983 została ona poddana renowacji. Na pamiątkę po zburzonym kościele Najświętszego Serca Pana Jezusa kościół Opatrzności Bożej przejął jago wezwanie i ma od tamtego czasu wezwanie podwójne.
Msze św. w kościele Opatrzności Bożej i Serca Jezusowego odprawiane są po polsku i po litewsku.

## Architektura
Kościół Opatrzności Bożej i Serca Jezusowego jest niewielką budowlą wzniesioną w stylu neogotyckim, jednonawową z kruchtą i prezbiterium, przykrytą dwuspadowym dachem, zwieńczonym sygnaturką.
Z wyposażenia wnętrza na uwagę zasługuje biały, drewniany neogotycki ołtarz główny.